# Thanatus validus
Thanatus validus là một loài nhện trong họ Philodromidae.
Loài này thuộc chi Thanatus. Thanatus validus được Eugène Simon miêu tả năm 1875.